# Sint-Bernadettekerk (Anderlecht)
De Sint-Bernadettekerk is een rooms-katholiek kerkgebouw, gelegen aan Itterbeekselaan 432 in de tot de Belgische gemeente Anderlecht behorende wijk Goede lucht.
Het betreft een laag gebouw in rode baksteen en met een plat dak, gelegen nabij het buitengebied. Oorspronkelijk diende het gebouw als cafetaria op het terrein van de Expo 58. Bij de ingang bevindt zich een stenen beeld van Bernadette.